# アリアンツ・グローバルアシスタンス・ジャパン
アリアンツ・グローバルアシスタンス・ジャパン株式会社（AGA Assistance Japan Co.,Ltd.）は、アリアンツ（ドイツ）のロードアシスタンス部門・Allianz Global Assistance（旧：モンディアル・アシスタンス・グループ、本社：パリ）による、日本の各種アシスタンス・サービス会社である。

## 主な事業
東京海上日動火災・イーデザイン損害保険や外国車インポーターなどクライアント企業から業務委託を受け、損害保険や外国車インポーターの各種サービス契約者に付帯するアシスタンスサービスの提供および外国車ユーザーに対する電話応対の運営をコールセンターで行っている。主なアシスタンスサービスは以下の通り（東京海上グループ関連のアシスタンス事業は2014年4月に東京海上アシスタンスへ移管されている）。
- ロード・アシスタンス - 自動車の故障や交通事故発生時の自動車整備工場・レッカー会社・JAFへの出動要請など
- ホーム・アシスタンス - 主に火災保険に付帯する家庭での水漏れ・錠のトラブルに専門業者の出動要請
- 入院・アシスタンス - 主に傷害保険・第三分野保険に付帯する急病や入院時のホームヘルパーや物品の手配

## 概要
1994年4月に世界29か国で展開する世界最大のアシスタンス会社 Mondial Assistance Group（現：Allianz Global Assistances、本社：パリ）の日本法人：AS24株式会社として設立され、2006年1月、ミレアホールディングス（現：東京海上ホールディングス）の資本参加により折半出資の合弁会社（ジョイントベンチャー）となり、社名をミレア・モンディアルに変更。社章は東京海上日動らと同じミレアグループの「ミレアグローブ」を用いていたが、螺旋形の色はグリーンで、ロゴタイプは東京海上グループ各社の「TOKIO MARINE」ではなく「MILLEA MONDIAL」表記としていた。
2011年4月に興業チケットや航空券などの購入時に契約することで不可抗力によるキャンセル費用を一定条件で補償するチケットガード少額短期保険（当初はミレア・モンディアル少短準備）株式会社を子会社として設立し、少額短期保険事業にも参入している。
アリアンツの日本事業再構築に伴い、2014年4月1日にアリアンツ側の出資比率を80.1%に引き上げ、アリアンツ・グローバルアシスタンス・ジャパンに社名変更した。また、主要事業であった東京海上日動火災保険系のロード・アシスタンス、ホーム・アシスタンス、入院・アシスタンスの運営事業は、東京海上ホールディングスが新たに新設した東京海上アシスタンス株式会社（本社所在地は2014年4月時点では当社と同一）に分割譲渡した。